# Schizofrenia
Schizofrenia (stgr. σχίζειν, schizein, „rozszczepić” i stgr. φρήν, φρεν-, phrēn, phren-, „umysł”) – zaburzenie psychiczne zaliczane do grupy psychoz, czyli stanów charakteryzujących się zmienionym chorobowo, nieadekwatnym postrzeganiem, przeżywaniem, odbiorem i oceną rzeczywistości. Osoby będące w stanie psychozy mają poważnie upośledzoną umiejętność krytycznej, realistycznej oceny własnej osoby, otoczenia i relacji z innymi, a nawet mogą nie być do niej zdolni. Schizofrenia ma bardzo zmienny przebieg i różne jej objawy mogą dominować w zależności od osoby. Początek zaburzenia występuje najczęściej we wczesnej dorosłości, najczęściej między 18. a 35. rokiem życia, dotykając 0,4–0,6% populacji. Rozpoznanie stawia się na podstawie wywiadu z pacjentem, a także na podstawie zaobserwowanego zachowania. Wykrycie schizofrenii nie jest możliwe za pomocą współcześnie dostępnych badań laboratoryjnych. Z uwagi jednak na możliwe rozwinięcie na podłożu organicznych schorzeń mózgu zaburzeń o obrazie podobnym do schizofrenii należy je wykluczyć. Około 45% pacjentów wraca do zdrowia po jednym lub kilku epizodach. Szacunkowo, 15%–20% chorych jest w stanie pracować na pełny etat.

Wyniki badań wskazują na to, że w patogenezie tego zaburzenia mają znaczenie czynniki genetyczne, wczesne warunki środowiskowe, procesy socjologiczne i neurobiologiczne. W zaburzeniu tym zwiększona jest aktywność dopaminergiczna w szlaku mezolimbicznym mózgu, co konsekwentnie wykazują różne badania. Szczególną rolę odgrywa tu receptor dopaminergiczny D2. Podstawą leczenia jest farmakoterapia z użyciem leków przeciwpsychotycznych, które działają głównie poprzez hamowanie aktywności dopaminergicznej. Psychoterapia, rehabilitacja zawodowa i społeczna są także ważne. W okresowym pogorszeniu przebiegu choroby, przy pierwszym jej epizodzie, lub gdy pacjent zagraża własnemu życiu albo zdrowiu lub życiu innych osób, może być stosowana hospitalizacja, także przymusowa, chociaż obecnie pobyty w szpitalu są krótsze i rzadsze niż w dawniejszych czasach.

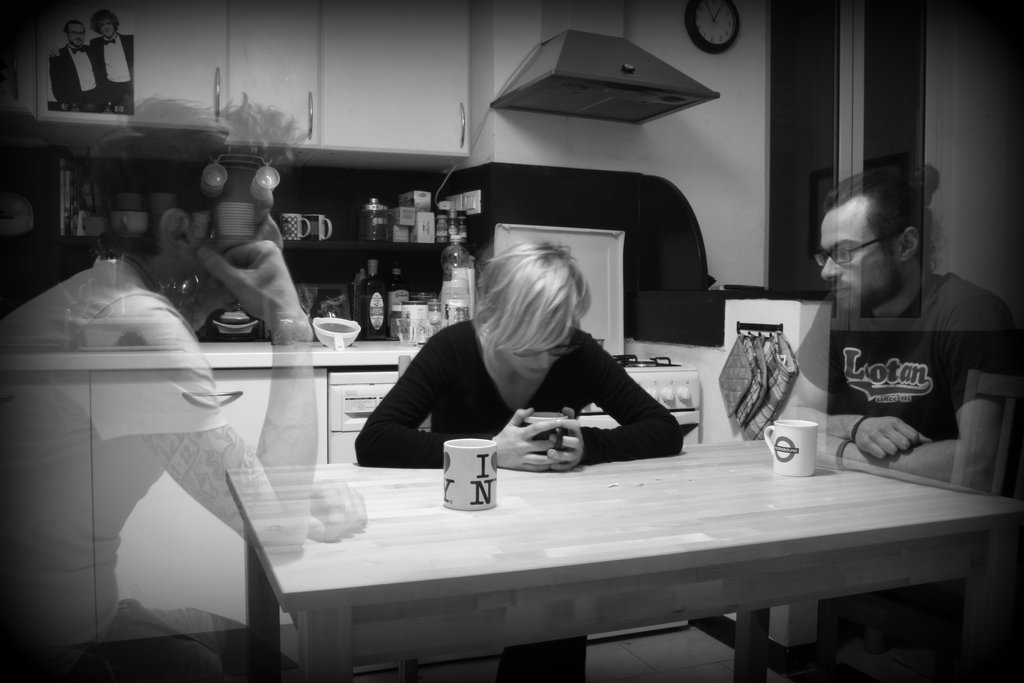
Osobie z postępującą schizofrenią może wydawać się że ktoś obok niej jest i wpatruje się w nią

Ze względu na często niejednorodny obraz kliniczny powstała hipoteza, że schizofrenia to nie jedno zaburzenie, lecz grupa chorób, dla których stosuje się określenie zbiorcze psychozy schizofreniczne. Z tego powodu Eugen Bleuler określił to zaburzenie jako „schizofrenie” (liczba mnoga). Słowo „schizofrenia” dosłownie oznacza „rozszczepienie umysłu”, ale pomimo swojej etymologii, nazwa ta nie oznacza posiadania więcej niż jednej osobowości (tzw. osobowość mnoga, „rozdwojenie jaźni”); według obowiązujących w psychiatrii kryteriów diagnostycznych podstawowym objawem schizofrenii jest rozszczepienie (gr. schisis) pomiędzy myśleniem, zachowaniem, emocjami, sferą motywacyjną, ekspresją emocji, przejawiające się m.in. w niedostosowaniu zachowania, emocji pacjenta do sytuacji i treści jego wypowiedzi. W Polsce zdarza się, że w praktyce klinicznej pojawia się określenie „proces psychotyczny”, jednak ten termin nie ma określonej definicji i nie powinien być stosowany.
U osób ze zdiagnozowaną schizofrenią zwiększone jest prawdopodobieństwo wykrycia zaburzeń współtowarzyszących, takich jak depresja, zaburzenia lękowe, a występowanie nadużywania różnych substancji psychoaktywnych w ciągu całego życia wynosi 40%. Powszechne są również problemy społeczne, takie jak długotrwałe bezrobocie, zadłużenie, ubóstwo i bezdomność, a oczekiwana długość życia osób z tym rozpoznaniem jest mniejsza o około 10–12 lat z powodu problemów ze zdrowiem fizycznym (głównie otyłość z zespołem metabolicznym, cukrzyca) oraz sięgającego 10% wskaźnika samobójstw.

## Pozycja nozologiczna
Nozologiczna pozycja schizofrenii obecnie nie znajduje ostatecznego rozstrzygnięcia. Wobec nieznajomości etiopatogenezy schizofrenii jednostka ta pozostaje umową kliniczną opartą na podobieństwie objawów i przebiegu zaburzeń, rozpoznawanych za pomocą różnych konwencji diagnostycznych. Wynikają z tego istotne wątpliwości:
- Czy schizofrenia jest chorobą, czy grupą chorób mających pewne cechy podobne? Za odrębną jednostkę nozologiczną uważa się zespół kliniczny o określonej przyczynie i określonym łańcuchu zależności patogenetycznych, prowadzący poprzez te zależności do stanu klinicznego o charakterystycznych objawach i przebiegu. Różnorodność obrazu klinicznego schizofrenii od początku budziła podejrzenie, że kryją się za nią różne przyczyny i patomechanizmy. W praktyce traktowano schizofrenię jako odrębną chorobę, aktualnie branych jest pod uwagę co najmniej kilka ujęć:

1. jedna choroba wyzwalana jednym czynnikiem – ujęcie monogeniczne
2. jedna choroba wyzwalana wieloma czynnikami – ujęcie poligeniczne
3. wiele odrębnych chorób – ujęcie heterogeniczne

Obecnie przyjmuje się hipotezę monogeniczną za najmniej prawdopodobną. Według obecnego stanu wiedzy za zasadne uważa się hipotezy poligeniczną albo heterogeniczną, przy czym ostateczne rozstrzygnięcie na korzyść którejś z tych hipotez nie zostało dotychczas wystarczająco udowodnione.
- Czy schizofrenia jest chorobą endogenną, czyli taką, której nie można przypisać jasno określonych przyczyn zewnętrznych?
- Czy schizofrenia jest zaburzeniem o charakterze postępującym? W przeszłości uważano, że schizofrenia jest efektem procesu zwyrodnieniowego dotyczącego mózgu, zakładając postęp i nieodwracalność zmian, prowadzący do stanu zwanego defektem schizofrenicznym. Obecne dane patomorfologiczne nie potwierdzają toczenia się procesu w mózgu chorych osób, a jedynie wykazują (u części z nich) pewne, dość zresztą różniące się pomiędzy sobą, nieprawidłowości o charakterze niepostępującym. Przyjmuje się, że schizofrenia jest chorobą o charakterze epizodycznym, przy czym epizodyczność ta może przebiegać różnorako:
  - jeden epizod psychotyczny w ciągu całego życia, po którego ustąpieniu nie stwierdza się żadnych trwałych następstw, zarówno medycznych, jak i społecznych (np. utrata pracy czy przyjaciół)
  - jeden epizod psychotyczny w ciągu całego życia, po którego ustąpieniu stwierdza się niespecyficzne zmiany w stanie psychicznym, określane przez otoczenie w nieprecyzyjny sposób, np. „jest jakiś inny, to nie ten sam człowiek”; zmiany takie zauważane są jedynie przez osoby znające chorego przed wystąpieniem psychozy, dla pozostałych sprawia on wrażenie osoby zdrowej
  - jeden epizod psychotyczny w ciągu całego życia, po którego ustąpieniu stwierdza się istotne zmiany, zarówno pod względem społecznym (ograniczenie kontaktów międzyludzkich, bądź ich zamiana na grupę o niższym statusie społecznym, zaniechanie aktywności zawodowej), jak i psychopatologicznym (zauważalne nieprawidłowości w zachowaniu oraz kontakcie)
  - następujące po sobie w różnych okresach epizody psychotyczne, pomiędzy którymi nie obserwuje się istotnych zmian w stosunku do stanu prawidłowego w stanie klinicznym pacjenta
  - następujące po sobie w różnych okresach epizody psychotyczne, pomiędzy którymi obserwuje się nieprawidłowości psychopatologiczne (zaburzenia kontaktu, zachowania) lub społeczne (wycofanie z kontaktów, albo popadanie w tzw. „złe towarzystwo”, co wiąże się np. z nadużywaniem alkoholu, przestępczością)
  - praktycznie ciągle trwający epizod psychotyczny, zły kontakt słowno-logiczny z chorym, krótkie okresy częściowej poprawy

Choroba może też mieć przebieg nietypowy – np. wystąpienie kilku epizodów dość znacznie odsuniętych od siebie w czasie (np. 3 epizody w ciągu 25 lat), pomiędzy którymi osoba chorująca nie wykazuje żadnych oznak klinicznych z kręgu psychopatologicznego i utrzymuje swój status społeczny na dotychczasowym poziomie. Epizodyczność przebiegu schizofrenii, w odróżnieniu od procesualności, oznacza, że wystąpienie objawów schizofrenii nie jest jednoznaczne z późniejszym niekorzystnym stanem zdrowia, czy funkcjonowaniem społecznym takiej osoby.

## Epidemiologia
W wielu podręcznikach podaje się, że na schizofrenię zapada 1% (0,55–1,6% w zależności od miejsca prowadzonych badań) ogólnej populacji w społeczeństwach cywilizowanych, w równym stopniu kobiety i mężczyźni, a obraz chorobowy nie przedstawia istotnych różnic u obu płci. Wskaźnik chorobowości w oparciu o częściej cytowane źródła wynosi 1,4–4,6 na 1000 mieszkańców, a wskaźnik rocznej zapadalności około 0,2/1000. Pomimo tego, że uznaje się, iż schizofrenia występuje z podobną częstością w różnych częściach świata, to chorobowość różni się pomiędzy państwami, a nawet pomiędzy lokalnymi obszarami; badania J.J. McGrath z 2004 dowodzą znacznych różnic w występowaniu schizofrenii w zależności od badanej populacji (różnice nawet 5-krotne), a mężczyźni chorują 1,4 razy częściej niż kobiety.
Inne badanie prowadzone w Irlandii (Cavan-Monaghan Study, 2002) dało jeszcze bardziej zaskakujący wynik, gdzie okazało się, że kobiety mogą chorować nawet 7,5 razy rzadziej niż mężczyźni. Wynik ten dotyczy przypadków, w których nie było żadnych wątpliwości diagnostycznych. Zachorowania na schizofrenię występują nieco częściej u osób urodzonych w zimie i na wiosnę (przynajmniej na półkuli północnej).
Schizofrenia występuje ze zwiększoną częstością rodzinnie: u krewnego pierwszego stopnia chorego na schizofrenię występuje zwiększone w przebiegu życia ryzyko zachorowania na schizofrenię (3–7%).
Chorzy na schizofrenię stanowią około jednej czwartej pacjentów szpitali psychiatrycznych, jednak znaczna większość chorych jest nieświadoma swoich objawów i nigdy nie trafia do psychiatry. Schizofrenię uznaje się za jedną z częstszych przyczyn niepełnosprawności. W badaniu przeprowadzonym w 1999 w 14 państwach psychoza została uznana za 3. najbardziej upośledzający stan, po tetraplegii i otępieniu, a przed paraplegią i ślepotą.

## Genetyka
W wyniku badań europejskich prowadzonych w latach 1920–1978 wykazano następujące wartości średniego ryzyka zachorowania w ciągu życia (wyrażone w %) dla członków rodziny chorego.
| Stopień pokrewieństwa | Przykład                 | Ryzyko (%) |
| --------------------- | ------------------------ | ---------- |
| krewni I stopnia      | bliźnięta monozygotyczne | 48         |
|                       | chorzy oboje rodzice     | 46         |
|                       | bliźnięta dizygotyczne   | 17         |
|                       | rodzeństwo, chory rodzic | 17         |
|                       | dzieci                   | 13         |
|                       | rodzeństwo               | 9          |
|                       | rodzic                   | 6          |
| krewni II stopnia     | rodzeństwo przyrodnie    | 6          |
|                       | wnuki                    | 5          |
|                       | siostrzeńcy/bratankowie  | 4          |
|                       | wujkowie/ciotki          | 2          |
| krewni III stopnia    | bliżsi kuzyni            | 2          |
| populacja ogólna      |                          | 1          |

## Wiek
Schizofrenia uważana jest za chorobę ludzi młodych (późna adolescencja i wczesna dorosłość), chociaż jej wystąpienie możliwe jest w każdym wieku. Pierwsze objawy ujawniają się zwykle w okresie dojrzewania, a więc wtedy, gdy zaczyna się właściwa strukturalizacja osobowości. Najpóźniej ujawnia się postać paranoidalna. Początek choroby występuje typowo wcześniej u mężczyzn niż u kobiet, ze szczytem zachorowań u mężczyzn przypadającym na 20–28 rok życia, a u kobiet na 26–32. Bardzo rzadko dochodzi do zachorowań w wieku dziecięcym lub po 45 roku życia (15% przypadków). Prawdopodobieństwo zachorowania na schizofrenię dziecięcą wynosi mniej niż 1:10 000.
- W dzieciństwie jednak spotyka się zwykle mniej typowy obraz schizofrenii, z dziwacznością zachowania lub mowy, atakami lęku z omamami itd. Należy jednak pamiętać, że autyzm dziecięcy, przez lata utożsamiany ze schizofrenią, dziś stanowi odrębną jednostkę kliniczną.
- Schizofrenia, która pojawia się po raz pierwszy w okresie pełnej dojrzałości lub starości, okazuje się nierzadko nawrotem; przebyty w młodości epizod chorobowy mógł minąć niepostrzeżenie. Może też wiązać się z okresem przejściowym, zwłaszcza u kobiet, czy też z organicznymi uszkodzeniami mózgu.

## Etiologia
Przyczyny schizofrenii wciąż pozostają nieznane. Wiedza o potencjalnych przyczynach oraz łańcuchach zależności patogenetycznych jest dziś bogatsza niż przedtem, jednak tworzy na razie tylko mozaikę nie zawsze spójnych wyników badań, tymczasowych hipotez i spekulacji.

## Początek choroby
Schizofrenia może rozpocząć się nagle, a jej obraz ewidentnie wskazuje na chorobę psychiczną. Może również rozwijać się skrycie, miesiącami, nie budząc podejrzeń najbliższego otoczenia, do czasu gdy nagłe zaostrzenie czy postępująca degradacja sygnalizuje psychozę.

### Początek choroby nagły
W tym przypadku uderza nagła zmiana w sposobie zachowywania się. Zaburzone są procesy myślenia, jest niewłaściwa interpretacja faktów i zdarzeń, co rodzi zazwyczaj urojenia odnośnie do sądów (najczęściej są to urojenia prześladowcze) oraz halucynacje odnośnie do wrażeń (najczęściej są to halucynacje słuchowe). Może być to zachowanie gwałtowne – silne podniecenie z dominującym uczuciem lęku, osłupienie, dziwaczność zachowania czy wypowiedzi, rozkojarzenie, omamy, ucieczka (fuga), próby samobójstwa czy samookaleczenia. Może występować nieumiejętność wytłumaczenia przez chorego własnych odmiennych od zwykle mu właściwych zachowań. W przypadku ostrego początku, z silnym wyrażeniem objawów wytwórczych zazwyczaj występuje dobra odpowiedź na leczenie neuroleptykami.

### Początek choroby powolny
W tym przypadku chory pozornie się nie zmienia, zachowuje formy towarzyskie, pracuje. Zmianę raczej się wyczuwa, niż zauważa. Chory czuje, jakby był z innego świata. Zmiany mogą być bardzo nieznaczne jak częstsze wybuchy „pustego” śmiechu, szukanie samotności, zaniedbywania podstawowych codziennych czynności (np. higienicznych), nadmierna pobożność, porzucenie dawnych zainteresowań, obniżenie krytycyzmu itd. W wielu sytuacjach forma i ilość (zaburzenia ilościowo-jakościowe) zmian zachowania chorego jest na tyle wyraźna, że sprawia to wrażenie dziwaczności, zaś sam chory nie potrafi podać racjonalnych czynników, które odpowiadałyby za te zmiany. W toczącym się procesie chorobowym można zaobserwować u wielu chorych zaburzenia pamięci i nieadekwatność afektu. Występują też zaburzenia w wyrażaniu emocji, wyraźne jest ich spłycenie i zubożenie.
Zmiana bywa czasem tak dyskretna, że epizod schizofreniczny mija niepostrzeżony i dopiero nawrót choroby w zaostrzonej formie, po kilku miesiącach czy nawet latach, przypomina otoczeniu, że osoba nie potrafi wyjaśnić swojego dziwnego zachowania w trakcie choroby.

### Początek choroby nerwicowy
Istnieją „pseudonerwicowe” formy schizofrenii, w których na pierwszy plan wysuwają się objawy hipochondryczne, neurasteniczne, anankastyczne czy histeryczne. W takim wypadku trudno odróżnić schizofrenię od nerwicy. Jedynym objawem różniącym te choroby może być poczucie inności i obcości oraz mniej lub bardziej zaznaczona dziwaczność skarg zgłaszanych przez chorego. Oprócz dziwaczności zdarza się, że chory odczuwa wewnętrzną pustkę z zaznaczeniem przewagi objawów negatywnych nad objawami wytwórczymi.

### Paragnomen
Zdarza się, że wybuch choroby jest na kilka tygodni lub miesięcy poprzedzony krótkim epizodem niezwykłego, nieprzewidywalnego zachowania się, niezgodnego z charakterem i dotychczasową linią życiową chorego. Zachowanie takie Eugeniusz Brzezicki określił mianem paragnomen (actio praeter expectationem). Może być to czyn niespodziewany, pozbawiony motywu, określany przez Bleulera jako „zachowanie wbrew oczekiwaniu”, którego chory nie potrafi wyjaśnić.

## Objawy i rozpoznanie
Z wielu względów (m.in. historycznych) kryteria rozpoznawania schizofrenii są różne. W praktyce stosowane są cztery podejścia klasyfikacyjne – dwa historyczne (objawy opisane przez Bleulera oraz klasyfikacja Schneidera) oraz dwa skodyfikowane – DSM i ICD. Zastosowanie tych klasyfikacji wykazuje pewne zróżnicowanie – klasyfikacja ICD jest oficjalna i wymagana w diagnostyce w Polsce. DSM jest używana raczej w badaniach naukowych. Podejścia historyczne nie mają statusu „oficjalnego” – są jedynie pomocnym narzędziem dla diagnosty.
Rozpoznanie opiera się na wywiadzie zebranym od pacjenta, a także nieprawidłowościach w zachowaniu dostrzeżonych przez członków rodziny, przyjaciół lub współpracowników oraz objawach spostrzeżonych przez psychiatrę, pracownika socjalnego, psychologa klinicznego lub innego klinicystę. Do rozpoznania schizofrenii muszą być spełnione określone kryteria, w których uwzględnia się obecność i długości trwania konkretnych objawów. Psychozy przypominające schizofrenię, lecz trwające krócej noszą nazwę zaburzeń schizofreniformicznych.
Wstępne postępowanie obejmuje zebranie wszechstronnego wywiadu oraz badanie fizykalne. Chociaż nie istnieją żadne badania laboratoryjne, które mogłyby potwierdzić rozpoznanie schizofrenii, to przeprowadza się różne badania celem wykluczenia innych stanów chorobowych, które mogą dać objawy psychotyczne podobne do tych w schizofrenii.
Schizofrenia wiąże się z upośledzeniem percepcji, myślenia i emocji oraz zaburzeń poznawczych. Obecne są również zaburzenia pamięci, spłycenie afektu, zdolności do wyrażania i przeżywania uczuć.
Według ICD-10:

Zaburzenia schizofreniczne cechują się w ogólności podstawowymi i charakterystycznymi zakłóceniami myślenia i spostrzegania oraz niedostosowanym i spłyconym afektem. Jasna świadomość i sprawność intelektu są zwykle zachowane, choć z czasem mogą powstawać pewne deficyty poznawcze. Najważniejsze objawy psychopatologiczne obejmują: echo myśli, nasyłanie oraz zabieranie myśli, rozgłaśnianie (odsłonięcie) myśli, spostrzeżenia urojeniowe oraz urojenia oddziaływania wpływu i owładnięcia, głosy omamowe komentujące lub dyskutujące o pacjencie w trzeciej osobie, zaburzenia myślenia i objawy negatywne. Przebieg schizofrenii może być albo ciągły, albo epizodyczny, z postępującym lub stabilnym deficytem, lub też może być to jeden lub więcej epizodów z pełną lub częściową remisją…

Kryteria jakościowe diagnozowania schizofrenii dotyczą objawów:
- pozytywnych (inaczej „wytwórczych”), czyli dodatkowych w stosunku do normalnego funkcjonowania:
  - halucynacji
  - urojeń
  - dziwacznych zachowań

- negatywnych (zmniejszających zdolności normalnego zachowania):
  - ubóstwa mowy (mutyzm)
  - anhedonii – niezdolność do spontanicznego przeżywania pozytywnych uczuć (np. radości, zadowolenia i optymizmu w ogóle)
  - apatii
  - nieuwagi
  - zobojętnienia
  - zubożenie mimiki
  - trudności prowadzenia aktywności społecznej (rodzinnej, małżeńskiej, zawodowej, czynności samoobsługowych)
  - trudności w komunikacji interpersonalnej.

### Rodzaje schizofrenii wedługDSM-IV
Dla rozpoznania schizofrenii niezbędne jest spełnienie wszystkich wymienionych kryteriów:
A. obecność co najmniej jednego z poniższych objawów czynnej fazy zaburzeń przez co najmniej jeden miesiąc lub krócej przy prawidłowym leczeniu (poprzednio w DSM-III R co najmniej tydzień)
1. dwa z następujących:
a) urojenia
b) nasilone omamy
c) niespójność lub znaczne rozluźnienie skojarzeń
d) zachowanie katatoniczne
e) płytki lub wyraźnie niedostosowany afekt
2. dziwaczne urojenia
3. nasilone omamy w postaci głosów komentujących lub dyskutujących
B. obniżenie poziomu funkcjonowania społecznego poniżej poziomu wyjściowego
C. ciągłe oznaki zaburzeń przez co najmniej pół roku. Okres ten musi zawierać fazę czynną (minimum jeden miesiąc lub krócej przy prawidłowym leczeniu), poza tym mogą go wypełnić objawy fazy zwiastunowej lub rezydualnej
D. nieobecność zespołu depresyjnego lub maniakalnego (zob. choroba afektywna dwubiegunowa)
E. brak uchwytnych czynników organicznych inicjujących lub podtrzymujących zaburzenia
F. jeśli w wywiadzie są zaburzenia autystyczne to rozpoznanie wymaga stwierdzenia nasilonych urojeń lub omamów (zob. autyzm dziecięcy, zespół Aspergera)

#### Podtypy
W klasyfikacji DSM-IV wyróżniono pięć rodzajów schizofrenii:
- rezydualna – obraz kliniczny powstający w wyniku wieloletniego przebiegu schizofrenii. Objawy pozytywne są nieobecne lub występują w niewielkim natężeniu. Dominują objawy negatywne oraz dziwaczność, ekscentryczność zachowania i wypowiedzi.
- paranoidalna – obecne są urojenia i omamy, ale brak wyraźnych cech zdezorganizowanego zachowania, myślenia i emocji.
- zdezorganizowana, dawniej hebefreniczna – dominują cechy dezintegracji poszczególnych funkcji psychicznych. Występuje spłycenie afektu, zaburzenia myślenia i emocjonalności wyższej.
- katatoniczna – w obrazie dominują zaburzenia psychomotoryczne; może wystąpić stupor katatoniczny i giętkość woskowa
- niezróżnicowana – występują mieszane objawy z wyżej wymienionych grup nie dające podstaw do zakwalifikowania schizofrenii jako wyłącznie rezydualnej, paranoidalnej, zdezorganizowanej i katatonicznej.

oraz kilka rodzajów jej przebiegu:
- subchroniczny
- chroniczny
- subchroniczny z zaostrzeniem
- chroniczny z zaostrzeniem
- choroba w remisji
- przebieg nieokreślony

W ICD-10 wyróżnia się 2 dodatkowe podtypy:
- depresja poschizofreniczna – epizod depresyjny rozwijający się w następstwie schizofrenii. Niektóre niewielkie objawy schizofrenii mogą być obecne.
- schizofrenia prosta – pozornie niegroźne, lecz postępujące rozwijanie się znaczących objawów negatywnych przy braku epizodów psychotycznych.

### Klasyfikacja Schneidera
Psychiatra Kurt Schneider stworzył listę objawów psychotycznych („objawy schneiderowskie”), które jego zdaniem odróżniają schizofrenię od innych zaburzeń psychotycznych. Nazywa się je „objawami pierwszorzędowymi” i zalicza do nich urojenia kontrolowania przez siły zewnętrzne; odciąganie i nasyłanie myśli, ugłośnienia myśli, głosy (omamy) komentujące myśli lub działania chorego albo głosy dyskutujące z myślami chorego lub innymi głosami. Wiarygodność objawów pierwszorzędowych była kwestionowana, chociaż zostały one uwzględnione w obecnych kryteriach rozpoznawczych.

### Objawy podstawowe i dodatkowe według Eugena Bleulera[27]
- Objawy podstawowe, tzw. osiowe (4A):
  - zaburzenia asocjacji – rozluźnienie kojarzeń i pochodne, formalne zaburzenia myślenia
  - zaburzenia afektu – zubożenie, stępienie, sztywność, spłycenie, niedostosowanie afektywne
  - ambiwalencja – afektywna, wolicjonalna, intelektualna niejednorodność przeżywania
  - autyzm – wycofanie się z rzeczywistości i przewaga życia wewnętrznego

- Objawy dodatkowe:
  - złudzenia i omamy
  - urojenia
  - objawy katatoniczne
  - niektóre zaburzenia pamięci, zmiany mowy i pisma oraz cech osobowości (zwłaszcza poczucia własnego ja)
  - różne (np. depresyjne, maniakalne, katatoniczne, urojeniowe, zaburzenia przytomności, fugi, dipsomaniczne), ostre zespoły psychotyczne przejściowo dołączone do obrazu choroby jako rzuty, zaostrzenia lub przejawy uboczne samego procesu chorobowego, stany reaktywne albo domieszki innych procesów chorobowych.

### Rodzaje schizofrenii według Timothy’ego Crowa
Timothy Crow przedstawił koncepcję typologiczną schizofrenii, uważaną za jedną z ważniejszych i potwierdzoną przez innych badaczy:
Schizofrenia typu I: przeważają w niej objawy wytwórcze, w ośrodkowym układzie nerwowym nie obserwuje się zmian anatomicznych – prawdopodobnie podłożem tych objawów jest nieprawidłowe przekaźnictwo synaptyczne neuronów.
Schizofrenia typu II: przeważają w niej objawy negatywne, obserwuje się zmiany w ośrodkowym układzie nerwowym np. poszerzenie komór bocznych mózgu.
Rokowanie jest zdecydowanie lepsze w przypadku schizofrenii typu I – pacjenci reagują dobrze na leczenie farmakologiczne itd. W przypadku typu II występują znaczne upośledzenia w funkcjonowaniu jednostki i prognozy lecznicze są gorsze.

## Leczenie

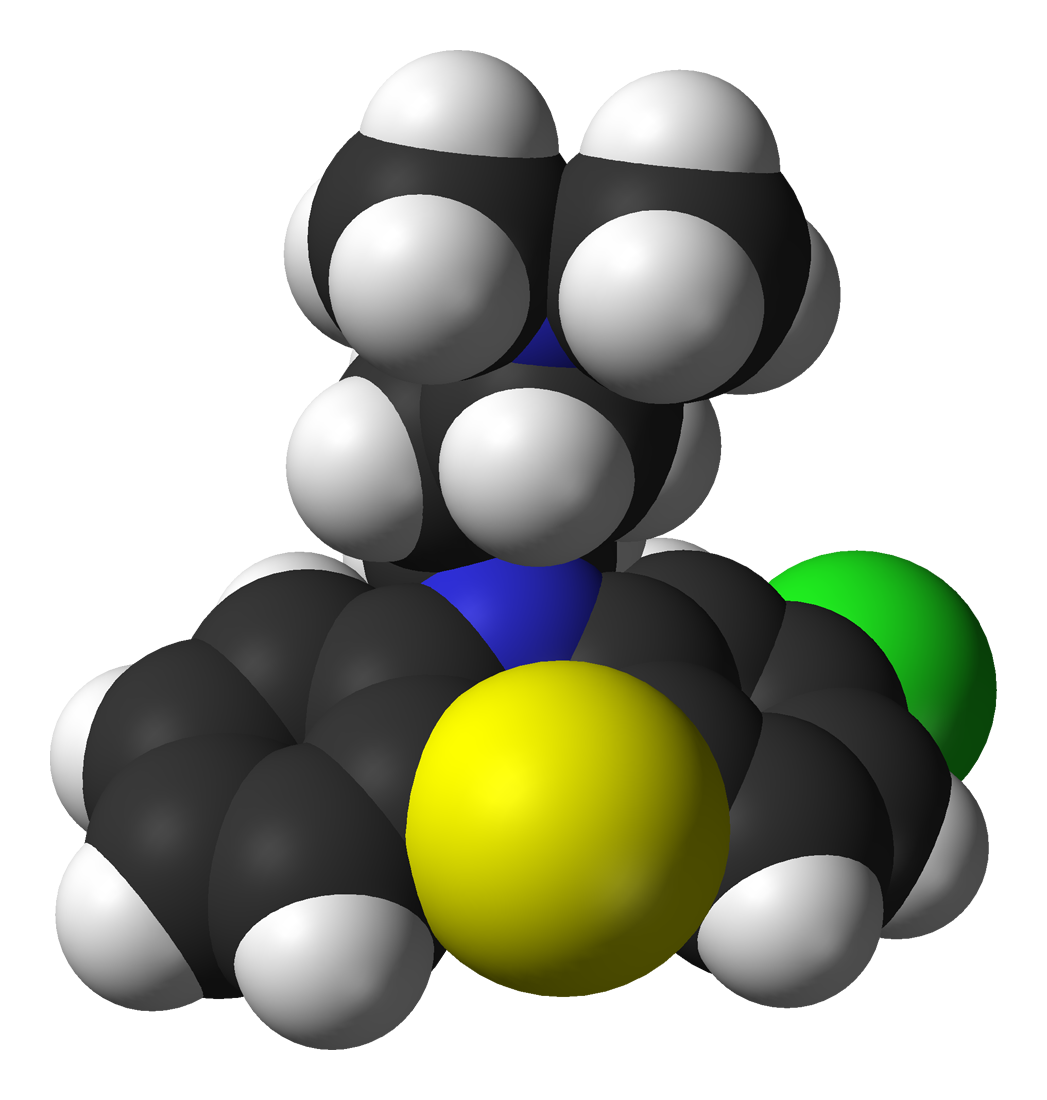
Cząsteczka chlorpromazyny, która zrewolucjonizowała leczenie schizofrenii w latach 50. XX wieku

Formy leczenia schizofrenii bardzo zmieniły się na przestrzeni lat. Pierwsza metoda leczenia o udowodnionej skuteczności, stosowana od połowy lat 30. XX w., polegała na zastosowaniu śpiączki insulinowej. Zazwyczaj nie doprowadzano pacjenta do głębszego wyłączenia świadomości niż sopor (lub pogranicze soporu i śpiączki), stan ten przerywano poprzez podanie przez zgłębnik do żołądka roztworu cukru trzcinowego, później też dożylnego podania glukozy. Do momentu zastosowania w lecznictwie leków przeciwpsychotycznych metoda ta uchodziła za skuteczną metodę w przypadkach, gdzie dominowały objawy osiowe choroby. Najistotniejszym powikłaniem tej formy terapii jest śpiączka przedłużona, która grozi defektem organicznym. Z tego powodu obecnie nie jest stosowana, ma znaczenie historyczne.
W końcu lat 30. XX w. zastosowanie elektrowstrząsów dało wyraźną poprawę u chorych, u których dominowały objawy obniżonego nastroju. Metoda ta była (i jest nadal) skuteczna w przypadkach katatonii, w ostrej katatonii często ratowała życie. Próby stosowania barbituranów okazały się mało skuteczne – pozwalały jedynie silnie uspokoić chorego, jednak ze wszystkimi negatywnymi następstwami właściwymi barbituranom. Przełomem okazało się zsyntetyzowanie chloropromazyny, pierwszego skutecznego leku przeciwpsychotycznego.
Na przełomie lat 70. i 80. XX w. pojawiła się klozapina – pierwszy atypowy neuroleptyk. Ta gałąź farmakoterapii odnosi obecnie największe sukcesy (np. olanzapina, risperidon i inne) i w niej upatrywane są nadzieje dla wielu chorych.

### Leczenie farmakologiczne
Leczenie schizofrenii opiera się głównie na stosowaniu leków przeciwpsychotycznych. W początkowej fazie leczenia jest ono w stanie zmniejszyć (wyciszyć) objawy pozytywne psychozy, w dalszym ciągu trwania terapii stopniowo zaznaczając wpływ na objawy osiowe. Większość neuroleptyków zaczyna działać po 7–14 dniach, niemniej do oceny skuteczności danego leku u konkretnego pacjenta potrzebny jest okres 4 tygodni (w przypadku klozapiny – nawet 3 miesięcy).
Stosowanie klasycznych leków przeciwpsychotycznych wiąże się z występowaniem licznych działań ubocznych. Działania uboczne można podzielić umownie na takie, które związane są z samym wdrożeniem leczenia (lub zwiększeniem dawki), i na takie, które są konsekwencją długotrwałej (wieloletniej) terapii. Do pierwszych zalicza się: senność, sztywność mięśni, zawroty głowy, drżenie kończyn, akatyzję, akinezę. Do drugich późne dyskinezy.
Używanie nowszych, atypowych leków przeciwpsychotycznych związane jest z niższym ryzykiem dyskinez późnych, chociaż częściej wywołują zespół metaboliczny, przyrost masy ciała i choroby związane z otyłością. Doniesiono o podniesieniu poziomu prolaktyny u ludzi przyjmujących neuroleptyki atypowe, chociaż pochodne fenotiazyny również wykazują takie działanie. Nie wykazują działania depresjonotwórczego, jak np. haloperidolu. Nie wiadomo, czy nowsze neuroleptyki zmniejszają ryzyko wystąpienia złośliwego zespołu neuroleptycznego (rzadkiego, ale groźnego i potencjalnie śmiertelnego powikłania neurologicznego najczęściej związanego z działaniem ubocznym neuroleptyków).
Obecnie nie uważa się, by któraś z generacji neuroleptyków była bezpieczniejsza (lub któryś z leków ogólnie skuteczniejszy) i zaleca się dobieranie leku indywidualnie, z uwzględnieniem profilu efektów ubocznych.
Uważa się, że obie klasy leków w równym stopniu działają na objawy pozytywne. Niektórzy badacze sugerują, że leki atypowe dostarczają dodatkowe korzyści ze strony objawów negatywnych i deficytów poznawczych związanych ze schizofrenią, chociaż do tej pory nie wykazano kliniczne takiej skuteczności. Poprawiają funkcjonowanie społeczne w związku z mniej zaznaczonymi działaniami sedatywnymi. Stąd są korzystne wśród pacjentów aktywnych zawodowo. Niedawne przeglądy prac naukowych obaliły twierdzenia o mniejszych pozapiramidowych działaniach atypowych neuroleptyków względem typowych, zwłaszcza gdy te drugie stosuje się w mniejszych dawkach lub wybiera się leki o mniejszym potencjale przeciwpsychotycznym.
Odpowiedź na leczenie jest różnorodna. „Lekooporna schizofrenia” jest określeniem stosowanym na określenie sytuacji, w której dochodzi do niepowodzenia w osiąganiu zadowalających wyników leczenia przy zastosowaniu co najmniej dwóch różnych neuroleptyków. Lekiem z wyboru w leczeniu schizofrenii lekoopornej jest klozapina. Jest to leczenie o wysokiej skuteczności, ale wiąże się z kilkoma potencjalnie śmiertelnymi działaniami niepożądanymi, jak agranulocytoza i zapalenie mięśnia sercowego. Klozapina może przynosić dodatkowe korzyści w postaci zmniejszenia skłonności do nadużywania różnych substancji przez pacjentów ze schizofrenią. U pacjentów niechętnych lub niezdolnych do regularnego przyjmowania leków można zastosować iniekcje z form depot neuroleptyków, które podaje się co 2–4 tygodnie. Pozwala to osiągnąć właściwą kontrolę leczenia.

### Suplementy diety
Pomimo obiecujących wczesnych wyników badań pilotażowych okazało się, że kwasy tłuszczowe omega-3 nie łagodzą objawów schizofrenii. Stwierdzono, że stężenia witaminy D w organizmie są związane z rozpoznaniem schizofrenii, niezależnie od dziennego poboru wapnia, poziomu kalcemii, ekspozycji na światło i pory urodzin. Jednak nie ma aktualnie wystarczających dowodów na formułowanie rekomendacji podawania doustnego witaminy D lub większej ekspozycji na światło słoneczne.

### Psychologiczne i społeczne interwencje
Psychoterapia jest także szeroko zalecana i stosowana jako forma leczenia schizofrenii, chociaż w praktyce działania są często ograniczone do farmakoterapii z powodu problemów związanych ze zwrotem kosztów leczenia lub brakiem odpowiedniego wyszkolenia.
Terapia poznawczo-behawioralna jest stosowana do zmniejszenia objawów oraz poprawienia powiązanych kwestii, takich jak samoocena, funkcjonowanie społeczne oraz wgląd. Wyniki pierwszych badań były nierozstrzygające, ale niedawne przeglądy badań wskazują na to, że terapia poznawczo-behawioralna może być skuteczna w leczeniu psychotycznych objawów schizofrenii. Zaleca się stosowanie terapii u wszystkich pacjentów z objawami psychotycznymi. Z czasem tworzono programy terapii coraz lepiej dostosowanej do pacjentów pasychotycznych (terapia poznawczo-behawioralna psychoz, ang. cognitive-behavioral therapy for psychosis, CBTp). CBTp może być przeprowadzana indywidualnie lub grupowo, również za pomocą Internetu, a jej odbiorcami mogą być także członkowie rodziny lub inne osoby wspierające pacjenta.
Innym podejściem jest poznawcza terapia naprawcza, technika nakierowana na naprawienie deficytów neuropoznawczych czasami obecnych w schizofrenii. Oparto ją na technikach neuropsychologicznej rehabilitacji, a wczesne wyniki wykazały jej skuteczność w aspekcie poznawczym oraz poprawy mierzalne zmianami aktywności mózgu w fMRI. Podobnym podejściem, którego skuteczność została wykazana, jest poznawcza terapia ulepszająca, która skupia się na społecznym poznaniu, a także neurokognitywistyce.
Terapia rodzin, która jest skierowana na cały system rodzinny osoby chorej na schizofrenię, ma konsekwentnie wykazane korzyści, przynajmniej jeśli czas trwania interwencji jest długi. Wpływ schizofrenii na rodziny oraz obciążenie dla opiekunów jakie powoduje, przyczyniło się obok zastosowania terapii do wzrostu dostępności książek mających pomóc w tej sprawie. Istnieją również pewne dowody na korzyści, jakie przynosi uczenie się umiejętności społecznych, chociaż wyniki innych badań wskazują na efekty negatywne. 
W kilku pracach naukowych zbadano możliwe korzyści ze stosowania muzykoterapii oraz innych kreatywnych terapii, ale ich wyniki są niepewne.

### Inne
Terapia elektrowstrząsowa nie jest uważana obecnie za leczenie pierwszego rzutu w żadnej postaci schizofrenii, lecz jest zalecana jako metoda drugiego rzutu w schizofrenii katatonicznej, schizofrenii opornej na inne metody leczenia, w złośliwym zespole neuroleptycznym oraz u kobiet w ciąży z rozpoznaniem zaburzeń schizofrenicznych i schizoafektywnych. Przynosi większe korzyści, gdy obecne są objawy katatoniczne i jest zalecana zgodnie z wytycznymi NICE w Wielkiej Brytanii do stosowania w katatonii, jeśli wcześniej była skuteczna, inaczej nie ma zaleceń do użycia w schizofrenii. Psychochirurgia w schizofrenii jest rzadką procedurą i nie jest zalecana do leczenia schizofrenii.
Jedną z kluczowych metod terapeutycznych, mających na celu utrzymanie remisji choroby oraz powrót do społeczeństwa osoby po epizodach schizofrenii jest terapia społeczna. Ruchy prowadzone przez społeczności, wykształconych terapeutów, lekarzy, stały się integralną częścią procesu wyjścia z choroby w Europie i Stanach Zjednoczonych. Grupy takie jak Hearing Voices Network i Paranoia Network rozwinęły własne podejście samopomocy, które jest skierowane na zapewnienie wsparcia i dodawania sił poza głównym, tradycyjnym modelem medycznym w psychiatrii. Poprzez unikanie ujęcia osobistych doświadczeń w kryterium choroby psychicznej czy zdrowia psychicznego, ich celem jest destygmatyzacja osób chorych, uzyskanie pozytywnej samooceny oraz zachęcenie innych do przyjęcia odpowiedzialności. Współpraca pomiędzy tymi grupami a szpitalami staje się coraz bardziej powszechna. Ruch pracuje w kierunku naprawienia wycofanego nastawienia się społeczeństwa, zbudowania umiejętności społecznych oraz zmniejszenia długości i ilości hospitalizacji. W Polsce jednym z najdłużej działających ośrodków jest ośrodek krakowski założony w 1979 roku.
Trwają pracę nad tworzeniem hodowli komórek nerwowych in vitro w celu lepszego poznania mechanizmów choroby i jej leczenia. W 2011 roku opublikowano badania w których udało się uzyskać neurony z komórek skóry (bezpośrednio lub cofając komórki do poziomu komórek macierzystych) od osób chorych na schizofrenię.

## Styl życia
Ważny jest właściwy styl życia pacjenta: odpowiednia ilość snu, sposób odżywiania się, aktywność fizyczna. Istotne znaczenie ma aktywność w ciągu dnia: unikanie długiego przebywania w łóżku, „podsypiania” (ewentualnie poza krótką kilku-, maksymalnie kilkunastominutową drzemką), dbałość o czas i formę odpoczynku. Istotny jest uregulowany czas snu, unikanie „nieprzespanych nocy” i odpowiednie planowanie różnych czynności, które można wykonać w ciągu dnia. Należy także zwrócić uwagę na umiarkowaną aktywność fizyczną oraz odpowiedni sposób odżywiania się (częstsze posiłki: np. 3 główne: śniadanie, obiad, kolacja i 2 dodatkowe pomiędzy nimi [ale o tych samych porach], bez „podjadania”). Przy pojawiającej się lub utrzymującej się nadwadze lub otyłości wskazana jest odpowiednia dieta.

## Rokowanie
Rokowanie w przebiegu schizofrenii jest ostrożne, choć znacznie lepsze niż kilkanaście lat temu. Zależy ono od podatności chorego na określone działania terapeutyczne, leczeniu regularnym i stałym, często do końca życia chorego. Zazwyczaj dobre wyniki leczenia obserwuje się, gdy:
- początek choroby jest nagły (ostry)
- wiek zachorowania jest późny (po 30. roku życia)
- nie występowały wcześniej problemy ze zdrowiem psychicznym chorego (ogólnie dobre funkcjonowanie społeczne przed chorobą)
- dominują objawy wytwórcze nad objawami osiowymi
- obecność objawów afektywnych
- chory chce się leczyć i dobrze współpracuje z lekarzem leczącym
- w proces leczenia włącza się otoczenie chorego, szczególnie najbliższa rodzina
- są dostępne różne formy oddziaływania terapeutycznego (leczenie biologiczne, psychoterapia)
- pacjent jest kobietą

Niekorzystnie rokują takie przypadki, gdy:
- na plan pierwszy wysuwają się objawy osiowe (negatywne; dominuje uczucie pustki i brak objawów wytwórczych oraz lękowych)
- jest wczesny wiek zachorowania
- leczenie nie przebiega optymalnie (niesystematycznie, niezbyt odpowiednie leki i ich dawki, brak oddziaływania psychoterapeutycznego i socjoterapeutycznego)
- są nieuzgodnione z lekarzem przerwy w leczeniu (szczególnie nieprzyjmowanie leków lub samowolne zmniejszanie ich dawek przez chorego)
- nakładają się inne problemy chorego (toksykomania, niewłaściwe relacje z najbliższą rodziną)

Liczne badania międzynarodowe wskazują na korzystne długoterminowe rokowanie dla około połowy osób ze zdiagnozowaną schizofrenią, przy czym bywają znaczne różnice pomiędzy poszczególnymi osobami i regionami. W jednym z badań retrospektywnych stwierdzono, że około jedna trzecia osób w pełni wyzdrowiała, tyle samo doznało pewnej poprawy, a reszta pozostała chora. Badania kliniczne z użyciem ścisłych kryteriów wyleczenia (aktualna remisja objawów pozytywnych i negatywnych oraz adekwatne funkcjonowanie społeczne i zawodowe przez 2 lata) wykazały występowanie pełnego wyleczenia u 14% osób w ciągu 5 pierwszych lat 5-letnie badania społeczności wykazały ogólną poprawę złożonych wskaźników objawowych, klinicznych oraz funkcjonalnych u 62% osób. Nie zawsze można porównać wskaźniki pomiędzy różnymi badaniami, ponieważ precyzyjna definicja wyzdrowienia nie została szeroko zaakceptowana, ale zasugerowano już pewne ustandaryzowane kryteria.
Światowa Organizacja Zdrowia przeprowadziła dwa długoterminowe badania na grupie ponad 2000 ludzi chorych na schizofrenię z różnych krajów. Okazało się, że rokowanie jest znacznie lepsze dla pacjentów w krajach rozwijających (Indie, Kolumbia, Nigeria) niż w krajach rozwiniętych (Stany Zjednoczone, Wielka Brytania, Irlandia, Dania, Czechy, Słowacja, Japonia i Rosja), pomimo tego, że leki przeciwpsychotyczne są zazwyczaj słabo dostępne w biedniejszych krajach, co podnosi kwestię skuteczności leczenia opartego na takich lekach. W oparciu o te powiązania wykazane w badaniach trudno jednak ustalić, co jest przyczyną, a co efektem. Odsetek zachorowalności na schizofrenię wśród ludów pierwotnych jest znacznie niższy niż w społeczeństwach cywilizowanych. Obraz psychoz jest nieco odmienny, przeważają formy ostre – zbliżone do katatonii, a rokowanie jest u nich lepsze. Wyniki badań są spójne, jeśli chodzi o znaczący niekorzystny wpływ w chorobie negatywnego nastawienia do osób ze schizofrenią. W szczególności znaczenie mają krytyczne uwagi, wrogość, autorytarność, nastawienie władcze (nazywane przez badaczy wysokim poziomem „ujawnianych emocji”) ze strony członków rodziny, co wiąże się z większym ryzykiem nawrotów choroby wśród różnych kultur.

### Postawa chorych wobec choroby
Istotnym zagadnieniem na przebieg choroby, wyników jej leczenia oraz na rokowanie w dłuższym przedziale czasu jest samowolne (bez zgody lekarza leczącego) zmniejszanie dawek leków. Neuroleptyki, które z jednej strony wyciszają psychotyczne przeżycia chorego, z drugiej strony – hamując objawy pozytywne sprawiają, że chory podczas leczenia staje na rozdrożu gasnących objawów chorobowych świata psychotycznego i (często szarego, „nieprzychylnego”) świata rzeczywistego. W wielu przypadkach nasilają się objawy ambisentencji chorego i jego ambiwalecji wobec choroby – który z jednej strony chce powrotu do zdrowia, zaś z drugiej wraca na tory myślenia psychotycznego.
Rolą terapeutów, rodziny i bliskich chorego jest wsparcie chorego, aby porzucił chęć powrotu do świata psychotycznego i zainteresował się światem rzeczywistym, warunkującym powrót do zdrowia poprzez normalne funkcjonowanie społeczne. Bez tego wsparcia chory często samowolnie ogranicza dawki leków, utrzymując długotrwale śladowe objawy psychozy. Z tego też względu niektórzy terapeuci chętnie stosują w okresie remisji neuroleptyki w postaci iniekcji domięśniowych o powolnym uwalnianiu składnika leczniczego. W innych przypadkach na rodzinie lub bliskich chorego spoczywa czuwanie nad prawidłowością leczenia choroby w okresie remisji jej ostrych objawów. W dużym stopniu zapobiega to konieczności ponownej hospitalizacji chorego (lub intensyfikacji farmakologicznego leczenia ambulatoryjnego), gdy ostre objawy chorobowe powrócą.

### Umieralność
W badaniu przeprowadzonym na ponad 168 tysiącach obywateli Szwecji poddawanych leczeniu psychiatrycznemu okazało się, że średnia oczekiwana długość życia osób chorujących na schizofrenię stanowi w przybliżeniu 80–85% średniej populacyjnej. Kobiety ze schizofrenią mają nieco lepszą oczekiwaną długość życia niż mężczyźni. Choroba ma także lepsze rokowanie co do oczekiwanej długości życia niż w przypadku nadużywania substancji, zaburzenia osobowości, zawału serca oraz udaru mózgu. Ze schizofrenią wiąże się wysokie ryzyko popełnienia samobójstwa; w jednym z badań wykazano, że 30% pacjentów z rozpoznaną schizofrenią dokonuje próby samobójczej przynajmniej raz w życiu. Inne badanie wykazało, że 10% osób chorych dokonuje skutecznej próby samobójczej. Inne czynniki ryzyka to palenie tytoniu, niewłaściwa dieta, mała aktywność fizyczna oraz skutki uboczne leków psychiatrycznych.

## Popularne poglądy i nieporozumienia

### Leczenie
Niektórzy psychiatrzy uważają, że pacjenci mogą być odwodzeni od zażywania przepisanych leków przez przyjaciół lub członków rodziny z powodu ich niebiologicznych poglądów na zaburzenia psychiczne. Poglądy wśród społeczeństwa na temat leczenia i wyjścia z choroby mogą się różnić od wiedzy przedstawianej przez specjalistów w dziedzinie zdrowia psychicznego.

### Przemoc
Związek schizofrenii z przemocą jest spornym tematem. W jednej z ankiet 61% Amerykanów podało, że istnieje większe ryzyko przemocy ze strony osób ze schizofrenią, podczas gdy 33% uważało, że przemoc jest częściej dokonywana przez osoby z depresją, 71% – przez osoby z problemem alkoholowym i 87% – narkotykowym.
Badania na temat przemocy wykazały, że procent ludzi ze schizofrenią, którzy dopuszczają się przemocy, jest kilka razy większy niż procent wśród ludzi bez jakiegokolwiek zaburzenia, lecz niższy niż spotyka się w przypadku alkoholizmu. Różnice ulegają zmniejszeniu lub znikają przy porównaniu osób z tego samego środowiska, gdy bierze się pod uwagę czynniki ryzyka, a zwłaszcza zmienne socjodemograficzne oraz nadużywanie substancji. Badania w krajach zachodnich wykazały, że 5 do 10% skazanych za morderstwo ma zaburzenia ze spektrum schizofrenii.
Występowanie psychozy w schizofrenii wiązano czasem z większym ryzykiem aktów przemocy. Wyniki badań na temat swoistej roli urojeń są niespójne.
Osoby ze schizofrenią są przynajmniej 14 razy częściej ofiarami przestępstw z użyciem przemocy niż ich sprawcami. Znaleziono również powiązanie z nadużywaniem substancji, w szczególności alkoholu wśród mniejszości która dokonuje różnych aktów przemocy. Przemoc dokonywana na osobach ze schizofrenią lub przez nie same występuje najczęściej w obrębie otoczenia rodzinnego, a także stanowi problem wśród służb medycznych oraz w szerszym społeczeństwie.

## Badania przesiewowe i zapobieganie
Nie istnieją żadne wiarygodne wskaźniki rozwinięcia się schizofrenii, chociaż prowadzi się badania mające ustalić jakie znaczenie rokownicze ma połączenie czynników genetycznych z nieupośledzającymi epizodami przypominającymi psychozę. Osoby spełniające kryteria „stanu psychicznego bardzo wysokiego ryzyka”: wywiad rodzinnego występowania schizofrenii oraz samoograniczającej się psychozy mają 20–40% ryzyko zachorowania na schizofrenię w ciągu roku. Zastosowanie terapii psychologicznych oraz leków okazało się przynosić korzyści w redukcji ryzyka u ludzi, którzy spełniają kryteria „wysokiego ryzyka” wystąpienia pełnoobjawowej schizofrenii. Z drugiej strony, leczenie osób, które mogą nigdy nie zachorować jest kontrowersyjne biorąc pod uwagę efekty uboczne leczenia antypsychotycznego; w szczególności dyskinez późnych oraz rzadkiego, ale potencjalnie śmiertelnego złośliwego zespołu neuroleptycznego. Najpowszechniej stosowaną formą prewencji schizofrenii są kampanie edukacji społeczeństwa, które dostarczają informacje o czynnikach ryzyka, wczesnym rozpoznaniu oraz opcjach leczenia.

## Historia
Pierwsze wzmianki o objawach przypominających schizofrenię znajdują się już w piśmiennictwie starożytnym, między innymi w Biblii, a także w „Księdze serc” – części papirusu Ebersa sprzed 1550 p.n.e. O ile depresja czy padaczka już w starożytności zostały wyodrębnione jako choroby, schizofrenia najdłużej utrzymała znamię opętania przez moce tajemne. Studia nad starogrecką i rzymską literaturą wykazują, że chociaż w społeczeństwie była świadomość zaburzeń psychotycznych, to nie odnaleziono zapisów, które odpowiadałyby współczesnym kryteriom rozpoznania schizofrenii. Opisywano jednak w arabskiej medycynie i literaturze psychologicznej średniowiecza objawy przypominające schizofrenię. Awicenna, na przykład, w Kanonie nauki medycznej opisuje stan nieco przypominający schizofrenię, który nazwał Junun Mufrit (poważne szaleństwo), odróżniając go od innych postaci szaleństwa (Junun), takich jak mania, wścieklizna i psychoza w chorobie afektywnej dwubiegunowej.
Emil Kraepelin w 1883 zaklasyfikował schizofrenię jako osobną jednostkę chorobową, a w 1896 połączył znane zespoły chorobowe (urojenia, katatonia, hebefrenia, otępienie proste) w jedną diagnozę którą nazwał dementia praecox (wczesna demencja – termin po raz pierwszy użyty przez psychiatrę Bénédicta Morela 1809–1873) oraz chorobę afektywną dwubiegunową. W jego opinii narastające otępienie w schizofrenii to zejście choroby mózgu, a w szczególności postać otępienia wyróżniającej się od innych postaci otepienia, takich jak choroba Alzheimera, które zazwyczaj występują w późniejszym wieku. Jednak dzisiaj uważa się, że jest to raczej objaw uboczny związany ze społeczną izolacją chorego, i że nie jest to skutkiem samej choroby. Przy czym należy zaznaczyć, że chodzi tu raczej o otępienie emocjonalne niż intelektualne.
W 1908 roku Eugen Bleuler stworzył pojęcie schizofrenii oznaczające „rozszczepienie umysłu”. Wywodziło się ono od greckich słów schizein (σχίζειν, „rozszczepiać”) i phrēn, phren- (φρήν, φρεν-, „umysł”) i miało opisywać rozdzielenie funkcji pomiędzy osobowością, myśleniem, pamięcią i postrzeganiem. Bleuler w odróżnieniu od Kraepelina nie uważał aby schizofrenia musiała się kończyć otępieniem. Nie był też pewny czy ma do czynienia z jedną czy też z grupą chorób. Opisał cztery główne objawy choroby (4A): zmniejszony afekt, autyzm, upośledzone asocjacji (rozszczepienie umysłu) oraz ambiwalencję.
Pojęcie schizofrenii jest powszechnie mylnie rozumiane jako „rozszczepienie osobowości”. Wprawdzie niektórzy chorzy słyszą głosy i mogą je odbierać jako pochodzące od innych osób, ale w schizofrenii nie dochodzi do przyjmowania przez chorego odmiennych osobowości. Pierwsze znane niewłaściwe użycie pojęcia oznaczającego „rozszczepioną osobowość” pojawiło się w artykule Thomasa Stearnsa Eliota w 1933.
W pierwszej połowie XX wieku schizofrenia była uważana za dziedziczny defekt, a osoby chore były obiektem działań na rzecz eugeniki w wielu krajach. Dokonano setki tysięcy sterylizacji ze zgodą lub bez, w większości przypadków w nazistowskich Niemczech, Stanach Zjednoczonych i krajach skandynawskich. Wiele osób zdiagnozowanych ze schizofrenią oraz innych „umysłowo niedostosowanych” zostało zamordowanych w ramach akcji T4.
Diagnostyczny opis schizofrenii zmieniał się z czasem. W wyniku amerykańsko-brytyjskich badań diagnostycznych przeprowadzonych w 1971 okazało się, że schizofrenia była rozpoznawana w większym zakresie w Stanach Zjednoczonych niż Europie. Było to częściowo spowodowane tym, że amerykańskie kryteria diagnostyczne z DSM-II były szersze od europejskich opartych na ICD-9. Stało się to jednym z powodów dla rewizji nie tylko samego rozpoznawania schizofrenii, ale rewizji całego podręcznika DSM, w wyniku czego doszło do publikacji DSM-III.

### Odniesienia kulturowe
Książka i film Piękny umysł przedstawiają życie matematyka i ekonomisty Johna Nasha, laureata nagrody Nobla, u którego rozpoznano schizofrenię. Marathiański film Devrai z Atulem Kulkarni jest przedstawieniem pacjenta ze schizofrenią. Akcja filmu rozgrywa się w regionie Konkan Maharashtry w zachodnich Indiach. Ukazano w nim zachowanie, mentalność i zmagania w chorobie pacjenta oraz osób, które kocha. Film przedstawia również leczenie choroby psychicznej przy użyciu środków farmakologicznych, poświęcenia oraz dużej cierpliwości okazywanej przez bliskich pacjenta. Australijska dziennikarka Anne Deveson opowiada historię batalii swojego syna ze schizofrenią w książce Tell me I’m Here, na podstawie której stworzono później film.
W Mistrzu i Małgorzacie Michaiła Bułhakowa poeta Iwan Bezdomny zostaje umieszczony w szpitalu po tym, jak zostaje świadkiem przepowiedzenia śmierci Berlioza przez Wolanda. Książka The Eden Express Marka Vonneguta opisuje jego zmagania ze schizofrenią oraz powrót do zdrowia psychicznego.
Film Ogród Luizy (2007) w reżyserii Macieja Wojtyszki opowiada historię osiemnastoletniej dziewczyny cierpiącej na schizofrenię. Umieszczona z woli ojca w szpitalu psychiatrycznym znajduje wsparcie w skruszonym gangsterze.
Historia szesnastoletniej schizofreniczki jest tematem autobiograficznej powieści Joanne Greenberg I Never Promised You a Rose Garden (tytuł polskiego wydania Życie to nie bajka lub Nigdy nie obiecywałam ci ogrodu pełnego róż), opublikowanej w 1964 roku pod pseudonimem „Hannah Green”. Na podstawie książki zrealizowano film Nigdy nie obiecywałem ci ogrodu pełnego róż (1977).

## Klasyfikacja ICD10
| kod ICD10     | nazwa choroby                |
| ------------- | ---------------------------- |
| ICD-10: F20   | Schizofrenia                 |
| ICD-10: F20.0 | Schizofrenia paranoidalna    |
| ICD-10: F20.1 | Schizofrenia hebefreniczna   |
| ICD-10: F20.2 | Schizofrenia katatoniczna    |
| ICD-10: F20.3 | Schizofrenia niezróżnicowana |
| ICD-10: F20.4 | Depresja postschizofreniczna |
| ICD-10: F20.5 | Schizofrenia rezydualna      |
| ICD-10: F20.6 | Schizofrenia prosta          |
| ICD-10: F20.8 | Schizofrenia innego rodzaju  |
| ICD-10: F20.9 | Schizofrenia, nieokreślona   |